# Brimonidine
La brimonidine est un molécule principalement utilisé en collyre pour traiter les glaucomes mais également en gel pour traiter la rosacée .

## Usage médical
Le utilisé pour traiter le glaucome à angle ouvert, l'hypertension oculaire et la rosacée ,. Dans la rosacée, il améliore les rougeurs. Il est utilisé comme collyre ou appliqué sur la peau,.

## Effets secondaires
Les effets secondaires courants lors de l'utilisation dans les yeux comprennent des démangeaisons, des rougeurs et une sécheresse de la bouche. Les effets secondaires courants lors de l'utilisation sur la peau comprennent des rougeurs, des brûlures et des maux de tête , des effets secondaires plus importants peuvent inclure des réactions allergiques et une hypotension ,. L'utilisation pendant la grossesse semble sans danger,. Lorsqu'il est appliqué sur l'œil, il agit en diminuant la quantité d'humeur aqueuse produite tout en augmentant la quantité qui s'écoule de l'œil. Lorsqu'il est appliqué sur la peau, il agit en provoquant la contraction des vaisseaux sanguins.

## Histoire
La brimonidine a été brevetée en 1972 et est entrée en usage médical en 1996, il est disponible en tant que médicament générique . Un millilitre au Royaume-Uni coûte au NHS environ 1,10 £ en 2019. Aux États-Unis, le prix de gros de ce montant est d'environ 0,60 USD. En 2017, c'était le 167e médicament le plus couramment prescrit aux États-Unis, avec plus de trois millions d'ordonnances,.